# True North (альбом)
True North — шестнадцатый студийный альбом американской панк-рок группы Bad Religion, изданный 22 января 2013 года. После завершения турне в поддержку предыдущего альбома The Dissent of Man (2010), Bad Religion приступили к написанию нового материала для альбома, который планировалось издать в 2012 году. В течение турне 2011 года, фронтмен Грег Граффин отметил, что группа издаст ещё один альбом и всё, что вызвало спекуляции относительно распада группы, хотя этого не состоялось. Запись альбома длилась в течение июля-августа 2012 в Joe’s House of Compression — студии, владельцем которой является продюсер альбома Джо Барреси.
True North получил одобрительные отзывы, и занял 19 позицию в чарте Billboard 200, став первым альбомом Bad Religion, попавшим в Топ-20, что является их наивысшей позицией в карьере. Это последний альбом с участием Гетсона и Вакермана после их ухода из группы в апреле 2013 года и октябре 2015 года соответственно.

## Релиз
15 января 2013, группа разместила альбом на своей странице в YouTube. Синглами True North стали «Fuck You» и «True North». Позже состоялся релиз на радио, 29 января 2013.

## Отзывы

### Коммерческий успех
18,295 копий альбома True North было продано в США за первую неделю, и на конец января 2013 года, он занимал 19 позицию в чарте Billboard 200, заняв самую высокую позицию за 34 года карьеры.

## Список композиций
| №                   | Название                    | Автор(ы)            | Длительность |
| ------------------- | --------------------------- | ------------------- | ------------ |
| 1.                  | «True North»                | Граффин             | 1:56         |
| 2.                  | «Past Is Dead»              | Граффин             | 2:39         |
| 3.                  | «Robin Hood in Reverse»     | Гуревич             | 2:53         |
| 4.                  | «Land of Endless Greed»     | Граффин             | 1:53         |
| 5.                  | «Fuck You»                  | Граффин             | 2:14         |
| 6.                  | «Dharma and the Bomb»       | Гуревич             | 2:00         |
| 7.                  | «Hello Cruel World»         | Гуревич             | 3:50         |
| 8.                  | «Vanity»                    | Гуревич             | 1:01         |
| 9.                  | «In Their Hearts is Right»  | Граффин             | 1:59         |
| 10.                 | «Crisis Time»               | Граффин             | 2:39         |
| 11.                 | «Dept. of False Hope»       | Гуревич             | 2:40         |
| 12.                 | «Nothing to Dismay»         | Граффин             | 2:07         |
| 13.                 | «Popular Consensus»         | Граффин             | 1:53         |
| 14.                 | «My Head Is Full of Ghosts» | Гуревич             | 1:46         |
| 15.                 | «The Island»                | Граффин             | 1:28         |
| 16.                 | «Changing Tide»             | Граффин             | 2:18         |
| Общая длительность: | Общая длительность:         | Общая длительность: | 35:16        |

## Участники записи
- Грег Граффин — вокал
- Бретт Гуревич — гитара, бэк-вокал, вокал в «Dharma and the Bomb»
- Брайан Бейкер — гитара
- Грег Гетсон — гитара
- Джей Бентли — бас-гитара, бэк-вокал
- Брукс Вакерман — ударные
- Джо Барреси — продюсер